# Polypedilum asakawaense
Polypedilum asakawaense är en tvåvingeart som beskrevs av Sasa 1980. Polypedilum asakawaense ingår i släktet Polypedilum och familjen fjädermyggor. Inga underarter finns listade i Catalogue of Life.